# Смола

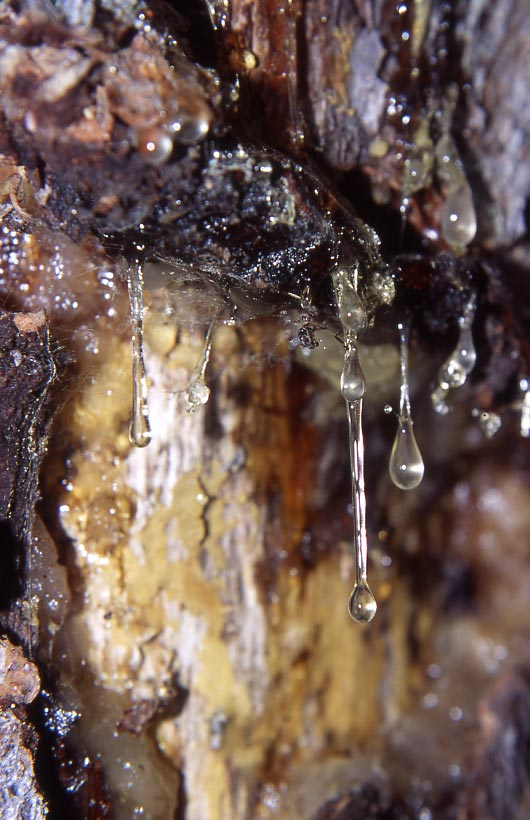
Сосновая смола

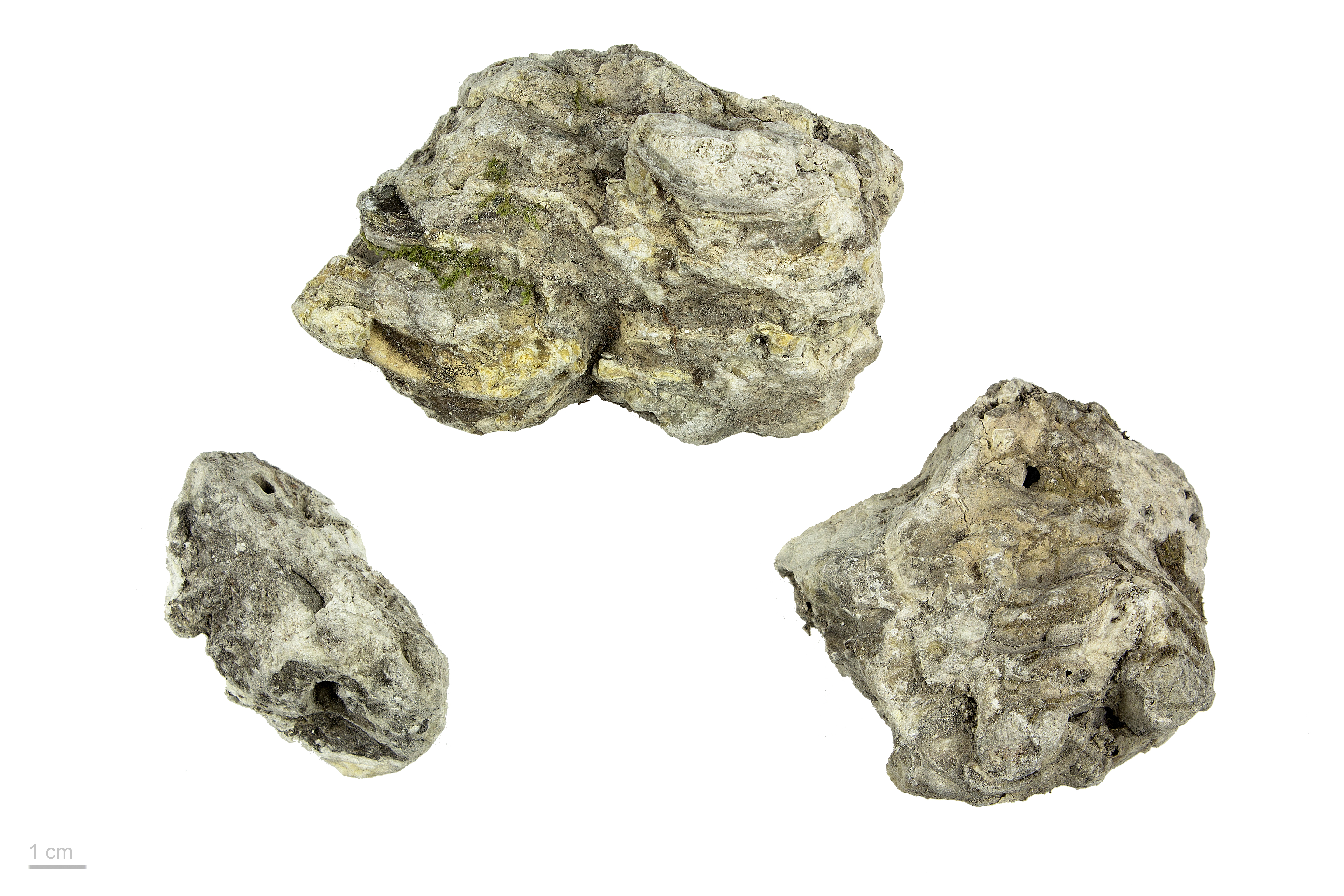
Ископаемая смола растений рода Protium. Тулузский музей

Смола́ — собирательное название аморфных веществ, относительно твёрдых при нормальных условиях и размягчающихся или теряющих форму при нагревании. Среди них как сложные по химическому составу органические вещества, например, природные смолы — вещества, выделяемые растениями при нормальном физиологическом обмене, — так и химически относительно простые соединения.

## Природные смолы
Природные смолы в основном состоят из смеси следующих веществ:
- смоляные кислоты — наиболее исследованными из этих кислот являются абиетиновая (C20H30O2) и пимаровая, а также сукциновая (янтарная кислота), содержащаяся в янтаре HOOC-CH2-CH2-COOH;
- резинолы — одно- или многоатомные смоляные спирты;
- сложные эфиры смоляных кислот и смоляных спиртов или одноатомных фенолов (таннолов);
- резены — химически инертные вещества-углеводороды высокого молекулярного веса, относящиеся к гетероциклическим соединениям;
- эфирные масла — многокомпонентные органические соединения терпенов, спиртов, альдегидов, кетонов и других углеводородов, вырабатываемые эфиромасличными растениями;

Природные смолы применяют в мыловарении, для проклейки бумаги, в медицине, в парфюмерии.

## Синтетические смолы
Синтетические смолы — многочисленная группа полимеров, среди которых наиболее известны производные фенола (фенолформальдегидные смолы) и карбамида (карбамидоформальдегидные смолы). Их конечные свойства зависят от технологии производства и вводимых в их состав различных модифицирующих компонентов.
Наиболее широкими областями применения является мебельная промышленность (плиты ДСП), производство различных пластмасс и дорожное строительство (в качестве заменителя асфальта).